# جمعية أهالي الشهداء الأسرى والمفقودين الكويتية
جمعية أهالي الشهداء الأسرى والمفقودين الكويتية هي إحدى الجمعيات الأهلية - جمعيات النفع العام - في دولة الكويت، وقد تم إشهارها بناء على القرار الوزاري رقم (177) لسنة 1998م الصادر بتاريخ 12 يوليو 1998م تحت رقم (117) طبقاً لأحكام القانون رقم (24) لسنة 1962م وتعديلاته بشأن الأندية وجمعيات النفع العام.
وذلك بناءً على قرار مجلس الوزراء رقم (430) في اجتـماع رقم 2-29/98 المنعقد بتاريخ 28/6/1998 بالموافقة على إشهارها.

## الحاجة من وراء التأسيس
تأسست الجمعية بعد الشعور بالحاجة الماسة لإدخال العمل الشعبي ضمن جهود دولة الكويت حكومة وبرلماناً في العمل لإطلاق الأسرى والمرتهنين والمحتجزين من الكويتيين وغير الكويتيين لدى العراق، وذلك على أثر غزوه لدولة الكويت.

## بعد التأسيس
بعد تأسيس الجمعية في 1998م أصبح في الكويت ثلاث جهود متوازية تعمل لصالح قضية الأسرى والمرتهنين لدى النظام العراقي وهي:
- أولاً: اللجنة الوطنية لشئون الأسرى والمفقودين والتي تأسست في 1992م وهي تمثل الجانب الحكومي.
- ثانياً: لجنة شئون الأسرى والمرتهنين ورعاية أسر الشهداء، بمجلس الأمة الكويتي والتي تأسست في مجلس 1992 وهي تمثل الجانب البرلماني.
- ثالثاً: جمعية أهالي المرتهنين والمحتجزين الكويتية، والتي تأسست في 1998م وهي تمثل الجانب الشعبي الأهلي الخاص، خصوصاً وإن أعضاءها هم فقط من أهالي الأسرى والمحتجزين.

إضافة إلى الجهود الكويتية الأخرى والتي لا تقل أهمية عما سبق وهي الجهود الإعلامية والشعبية والرسمية وغيرها والتي كانت تضع القضية على سلم أولوياتها خلال لقاءتها وزياراتها الخارجية أينما كانت.

## رفات الأسرى بعد حرب العراق 2003
بعد الحرب الأمريكية على العراق في 2003 وحيث تم العثور على رفات عدد كبير من الأسرى قد تم إعدامهم ودفنهم في مقابر جماعية في العراق ونظراً لسقوط عضوية أهالي هؤلاء الأسرى الشهداء من الجمعية بسبب افتقادهم لشرط العضوية وهو القرابة من أحد الأسرى وليس الشهداء، ورغبة من الجمعية في استمرار تقديم خدماتها لهؤلاء الأهالي، ورغبة من الأهالي باستمرار عضويتهم في هذا الكيان القانوني الداعم لقضاياهم، فقد تم عقد اجتماع جمعية عمومية غير عادية في 26 مايو2006م وذلك بغرض تغيير النظام الأساسي للجمعية بما يسمح لأهالي الأسرى الشهداء باستمرار عضويتهم في الجمعية، وتمت الموافقة على ذلك بإجماع الحضور واعتماد وزارة الشئون الاجتماعية والعمل.

## تغيير اسم الجمعية
في 31 مايو2008م تم عقد جمعية عمومية غير عادية بغرض تغيير اسم الجمعيـة من (جمعية أهالي المرتهنين والمحتجزين الكويتية) إلى الاسم الحالي (جمعية أهالي الشهداء الأسرى والمفقودين الكويتية) وتمت الموافقة على ذلك باجماع الحضور واعتماد وزارة الشئون الاجتماعية والعمل.

## فريق البحث عن الأسرى والمفقودين في العراق
الجمعية عضو أساسي بفريق البحث عن الأسرى والمفقودين في العراق، والذي تأسس بقرار من مجلس الوزراء في 4 مايو2003م للبحث الميداني عن الأسرى في العراق وبعد العثور على رفات بعض من الأسرى الكويتيين في المقابر الجماعية العراقية تم تكليف الجمعية رسمياً القيام بمهمة إبلاغ أهالي الأسرى بالعثور على رفاتهم ومن ثم الإعلان عن استشهادهم، حيث تم العثور على رفات عدد 236 أسيراً شهيداً تم إبلاغ أسرهم جميعاً من قبل الجمعية.

## انضمام الجمعية إلى الاتحاد العربي للمحاربين القدماء وضحايا الحرب
انضمت الجمعية في 2008 إلى الإتحاد العربي للمحاربين القدماء وضحايا الحرب وهو إحدى الهيئات الرسمية التابعة لجامعة الدول العربية، حيث تمارس الجمعية دورها الوطني المأمول.

## أهداف الجمعية
من أهداف الجمعية الرئيسية في فترة ما بعد سقوط النظام العراقي السابق، هو توثيق وتخليد أسماء وصور وسير شهداءنا حيث تقوم الجمعية بنشر إصدارتها التعريفية حول الشهداء وبطولاتهم. مع تقديم الاقتراحات الخاصة بالتخليد للحكومة مثل اقتراح تسمية الشوارع بأسماء الشهداء ومتابعته حالياً.

## بعض مواد النظام الأساسي للجمعية «ذات الأهمية»

### المادة (1): النظام الأساسي للجمعية
- تنص المادة (1) من النظام الأساسي للجمعية على الأتي:

تأسست في دولة الكويت جمعية أطلق عليها اسم «جمعية أهالي الشهداء الأسرى والمفقودين الكويتية» ومقرها دولة الكويت ولا يجوز للجمعية أن تفتح فروعاً إلا بعد موافقة وزارة الشئون الاجتماعية والعمل.

### المادة (2): أهداف الجمعية
- تنص المادة (2) من النظام الأساسي على أن أهداف الجمعية كالتالي:

1. التعاون مع الجهات الرسمية والبرلمانية داخل الكويت في كل ما يتعلق بقضية المرتهنين والمحتجزين والشهداء منهم.
2. التحرك الدولي والإقليمي والمحلي مع المنظمات والهيئات والشخصيات ذات الاهتمام الإنساني لنصرة قضية المرتهنين والمحتجزين والمطالبة بإطلاق سراحهم من معتقلات النظام العراقي أو تحديد مصيرهم.
3. تكثيف وتعميق الوعي بقضية المرتهنين والمحتجزين وحشد الطاقات والإمكانات لدعم قضيتهم.
4. توحيد المساعي الشعبية والجهود الرامية إلى حل القضية.
5. وضع خطة متكاملة تحدد كيفية طرح القضية على الأوساط الرسمية والشعبية في الداخل والخارج.
6. تنظيم وفود شعبية لزيارة المنظمات الدولية والهيئات الشعبية والشخصيات الدولية المعنية بالقضية ودعوتها إلى زيارة الجمعية.
7. تنسيق ومتابعة الجهود والنشاطات الإعلامية الخاصة بالقضية داخل وخارج الكويت.
8. العمل على جمع المعلومات والبيانات المتعلقة بقضية المرتهنين والمحتجزين والشهداء منهم.
9. القيام بالأنشطة الاجتماعية والثقافية وسائر الأنشطة والفعاليات التي تساهم في دعم قضية المرتهنين والمحتجزين والشهداء منهم.
10. العمل على رعاية أسر المرتهنين والمحتجزين والشهداء منهم وتخفيف معاناتهم بالتنسيق مع لجنة المرتهنين والمحتجزين ورعاية أسر الشهداء بمجلس الأمة واللجنة الوطنية لشئون الأسرى والمفقودين والجهات الرسمية الأخرى ذات العلاقة.

### المادة (4): أعضاء الجمعية
- تنص المادة (4) من النظام الأساسي للجمعية على أن أعضاء الجمعية هم:

1. الأعضاء العاملون: وهم الكويتيون أقرباء المرتهنين والمحتجزين والشهداء منهم حتى الدرجة الثانية.
2. الأعضاء المنتسبون: أقرباء المرتهنين والمحتجزين والشهداء منهم غير الكويتيين حتى الدرجة الرابعة.

### المادة (5): شروط العضوية
- تنص المادة (5) من النظام الأساسي للجمعية على أن شروط العضوية كالتالي:

1. ألا يقل عمره عن ثمانية عشر عاماً عند تقديم الطلب.
2. أن يكون ذا سمعة حسنة غير محكوم عليه في جريمة مخلة بالشرف أو الأمانة ما لم يكن قد رد إليه اعتباره.
3. أن يوافق على نظام الجمعية.

### المادة (12)
- تنص المادة (12) من النظام الأساسي للجمعية على ما يلي:

تبدأ السنة المالية للجمعية في أول يناير وتنتهي في آخر ديسمبر من العام نفسه وذلك باستثناء السنة المالية الأولى فتبدأ من تاريخ شهر الجمعية حتى تاريخ آخر ديسمبر.

### المادة (13)
- تنص المادة (13) من النظام الأساسي للجمعية على ما يلي:

أ‌- رسوم الالتحاق والاشتراكات بحسب الفئات التي تحددها اللائحة المالية.
ب- التبرعات والهبات التي يوافق مجلس الإدارة على قبولها.
ج‌- الإعانات الحكومية.
د- ما يمكن الحصول عليه من أوجه الإيرادات الأخرى التي يوافق عليها مجلس الإدارة ولا تتعارض مع الأنظمة المرعية في البلاد.
هـ- مقابل استغلال مرافق الجمعية.

### المادة (18)
- تنص المادة (18) من النظام الأساسي للجمعية على ما يلي:

لا يمنح أعضاء مجلس الإدارة أي مرتب أو مكافأة عن الأعمال التي يعهد بها إليهم بصفتهم هذه.

### المادة (37)
- تنص المادة (37) من النظام الأساسي للجمعية على ما يلي:

يدير شئون الجمعية مجلس إدارة مكون من تسعة أعضاء تنتخبهم الجمعية العمومية.

### المادة (38)
- تنص المادة (38) من النظام الأساسي للجمعية على ما يلي:

1. أن يكون عضواً عاملاً له حق حضور الجمعية العمومية.
2. ألا يقل عمره عن واحد وعشرون عاماً (21) سنة.
3. أن يكون له نشاط ملموس في العمل في قضية الأسرى أو القضايا ذات الطابع الإنساني.

### المادة (41)
- تنص المادة (41) من النظام الأساسي للجمعية على ما يلي:

مدة مجلس الإدارة سنتان متتاليتان.

## وصلات داخلية
- أسرى الكويت اثناء الغزو العراقي

## روابط خارجية
- جمعية أهالي الشهداء الأسرى والمفقودين الكويتية